# Millport (Alabama)
Millport – miasto w Stanach Zjednoczonych, w stanie Alabama, w hrabstwie Lamar. W roku 2023 miasto zamieszkiwały 973 osoby, a gęstość zaludnienia wynosiła 69 osób/km².